# Phaisan Pona
Phaisan Pona (thailändisch นันทโชต โพธิ์นา, *13. März 1982 in Chaiyaphum) ist ein ehemaliger thailändischer Fußballspieler und heutiger Trainer.

## Karriere

### Spieler

#### Verein
Seine Karriere begann er 2004 beim FC Chonburi, für den er insgesamt vier Jahre spielte und dabei 106 Spiele für den Verein bestritt. Er wurde Mitglied des Vereins, als er noch in der Thailand Provincial League spielte, und schaffte 2005 mit ihm den Aufstieg in die Thai Premier League. 2007 folgte mit dem Gewinn der Meisterschaft der erste große Titel seiner Karriere. Mit dem Verein nahm er 2008 an der AFC Champions League teil. Dabei kam in fünf von sechs Gruppenspielen zum Einsatz. Sein letzter Titel mit dem FC Chonburi war der Gewinn des Super Cups 2008. Zu Beginn der Saison 2009 wechselte er zum Pattaya United FC. Nach einem Jahr kehrte er zu den Sharks nach Chonburi zurück. 2010 gewann er mit dem Verein den thailändischen Pokal. Die Saison 2012 wurde er an den Zweitligisten Suphanburi FC ausgeliehen. Mit dem Verein aus Suphanburi wurde er am Ende der Saison Vizemeister und stieg somit in die erste Liga auf. Der PTT Rayong FC, ein Zweitligist aus Rayong, nahm ihn Anfang 2013 unter Vertrag. Mit PTT belegte man den dritten Tabellenplatz und stieg somit in die erste Liga auf. Nach dem Aufstieg verließ er Rayong und wechselte nach Bangkok zum Erstligisten Port FC. Am Ende der Saison 2015 musste er mit Port als Tabellensiebzehnter in die zweite Liga absteigen. 2016 spielte er für die Drittligisten Khon Kaen United FC und Banbueng United FC. Am 1. Januar 2017 beendete er seine Karriere als Fußballspieler.

#### Nationalmannschaft
Aufgrund seiner Leistungen im Verein nahm er mit der Nationalmannschaft an den ASEAN-Fußballmeisterschaften 2007 teil, bei der die Mannschaft das Finale erreichte.

### Trainer
Am 11. Juli 2020 unterschrieb er einen Vertrag als Cheftrainer beim Drittligisten Banbueng FC. Mit dem Verein aus Chonburi spielte er in der Eastern Region der Liga. Hier stand er bis zum 19. April 2021 unter Vertrag. Am gleichen Tag übernahm er das Amt des Co-Trainers beim Muangkan United FC. Hier stand er an der Seite von Jadet Meelarp. Als dieser im September 2021 entlassen wurde, übernahm er für einen Monat als Interimstrainer. Ende Juni 2022 unterschrieb er einen Vertrag bei seinem ehemaligen Verein Banbueng FC.

## Erfolge

### Spieler

#### Verein
Chonburi FC
- Thailand Provincial League: 2005  ▲
- Thailändischer Meister: 2007
- Super Cup Gewinner 2008
- Singapore Cup: 2006 (Finalist)

Suphanburi FC
- Thailändischer Zweitligavizemeister: 2012  ▲

#### Nationalmannschaft
- ASEAN-Fußballmeisterschaft: 2007 (Finalist)